# Muscle cricothyroïdien

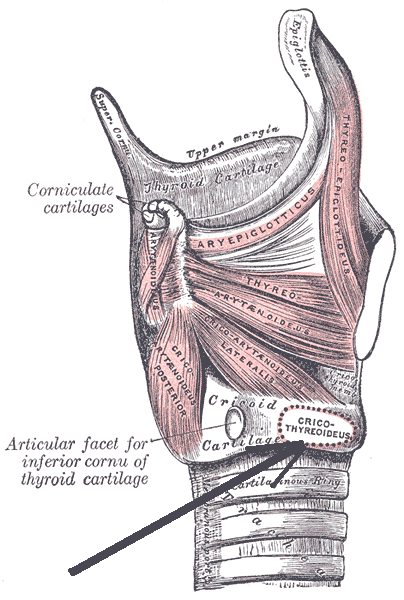
Muscles du larynx. Vue latérale. Lame droite du cartilage thyroïdien retirée

Le muscle cricothyroïdien est un muscle strié viscéral du larynx.

## Description
Le muscle cricothyroïdien est un muscle pair qui occupe la face antéro-latérale du larynx de chaque côté de sa ligne médiane.
Il est constitué de deux parties une partie droite (ou muscle crico-thyroïdien droit) et une partie oblique (ou muscle crico-thyroïdien oblique).

## Origine
Les deux parties du muscle naissent du tubercule de l'arc du cartilage cricoïde.

## Trajet
La partie droite possèdent des fibres verticales et la partie oblique est presque horizontale.

## Insertion
La partie droite se termine sur le bord inférieur de la lame du cartilage thyroïde.
La partie oblique se termine  sur la partie la plus latérale de la lame du cartilage thyroïde en dehors de la partie basse de la ligne oblique et sur la corne inférieure du cartilage.

## Innervation
Le muscle cricothyroïdien  est innervé par le rameau externe du nerf laryngé supérieur.

## Fonction
Le muscle cricothyroïdien agit en rapprochant les cartilages cricoïde et thyroïde. Cette action a pour effet de tendre et d'allonger les cordes vocales, ce qui augmente la fréquence des vibrations des cordes vocales et permet de produire des sons plus aigus.